# Martha Katzer
Martha Katzer (geboren am 27. Mai 1897 in Obermarchtal; gestorben am 27. Juni 1946 in Regensburg) war eine deutsche Keramikerin und Malerin, die hauptsächlich an der Staatlichen Majolika Manufaktur Karlsruhe wirkte.

## Leben und Wirken
Über Martha Katzers Kindheit und Familie ist nur wenig überliefert und auch zu ihrer Ausbildung ist kaum mehr etwas bekannt.
Nachdem sie die ersten Lebensjahre in Obermarchtal verbracht hatte, zog ihre Familie im Jahr 1904 nach Regensburg um.
Ab 1922 war Martha Katzer als Malerin in der Kunstabteilung der Majolika Manufaktur Karlsruhe tätig, wo sie an der Seite des Keramikers Ludwig König arbeitete, der wiederum als Meisterschüler bei Richard Riemerschmid gelernt hatte. Auch die Keramikerin Gerda Conitz gehörte ab 1928 zu ihren Kollegen in Karlsruhe. Vermutet wird, dass Katzer vor 1922 ebenfalls bei Ludwig König in seiner Werkstatt in München gearbeitet hatte. Als die Keramikdesignerin in der Karlsruher Majolika Manufaktur tätig war, die seit 1901 bestand, befand sich diese in einer wirtschaftlichen Blütezeit.
Ab 1926 warb die Manufaktur erstmals mit eigenen Entwürfen Katzers, die dann unter anderem auf der Messe des Grassi-Museums in Leipzig vertreten waren. Ihre Arbeiten wurden außerdem in der Handwerkskunst-Zeitschrift Die Schaulade besprochen. Ende der 1920er Jahre entwarf sie große Teile der Serienproduktion des Unternehmens. In der 1931 veranstalteten Jubiläumsausstellung zum 30-jährigen Bestehen der Manufaktur machte Martha Katzers Design einen Großteil der Ausstellungsstücke aus. Hier wurden auch die sogenannten Edelkeramiken vorgestellt, für die Katzer die frei gedrehten Formen der Gefäße schuf. In den 1930er Jahren war sie auf zahlreichen nationalen und internationalen Ausstellungen und Messen vertreten. So nahm sie jährlich an der Schau der Manufaktur im Karlsruher Kunstverein sowie an den Herbst- und Frühjahrsmessen in Leipzig teil.
In der Majolika-Manufaktur Karlsruhe entwarf Martha Katzer mehr als 600 Seriennummern. Für ihre schlichten Keramikgefäße wurde sie auf der Pariser Weltausstellung 1937 mit einem Grand Prix ausgezeichnet. Der Designerin ist es zu verdanken, dass der sogenannte Spritzdekor, der eng verknüpft war mit der Avantgarde, in der Karlsruher Majolika Einzug erhielt. Ab 1933 wurde dieses abstrakte Dekor allerdings als kommunistisch eingestuft und – ähnlich wie bei der Bücherverbrennung – in großen Mengen vernichtet. An der Karlsruher Majolika-Manufaktur verschwanden diese nun als „entartet“ geltenden Dekorationsformen bis zur Mitte der 1930er Jahre aus dem Programm. Martha Katzer blieb bis in die 1940er Jahre im Betrieb tätig.
Im Jahr 1942 war Martha Katzer als Gastschülerin an der Keramischen Fachschule in Landshut für eine Weiterbildung im Bereich Modellieren und Glasurtechnik, die sie allerdings nicht abschloss. Unklar ist, ob sie danach weiter für die Manufaktur in Karlsruhe arbeitete. Da sie weiterhin Provisionen erhielt, kann vermutet werden, dass sie nicht mehr dort angestellt war, ihre Modelle aber weiter hergestellt wurden. Martha Katzer starb im Juni 1946 im Alter von 49 Jahren in Regensburg. Ihre Entwürfe wurden auch über ihren Tod hinaus produziert.

## Werke und Stil

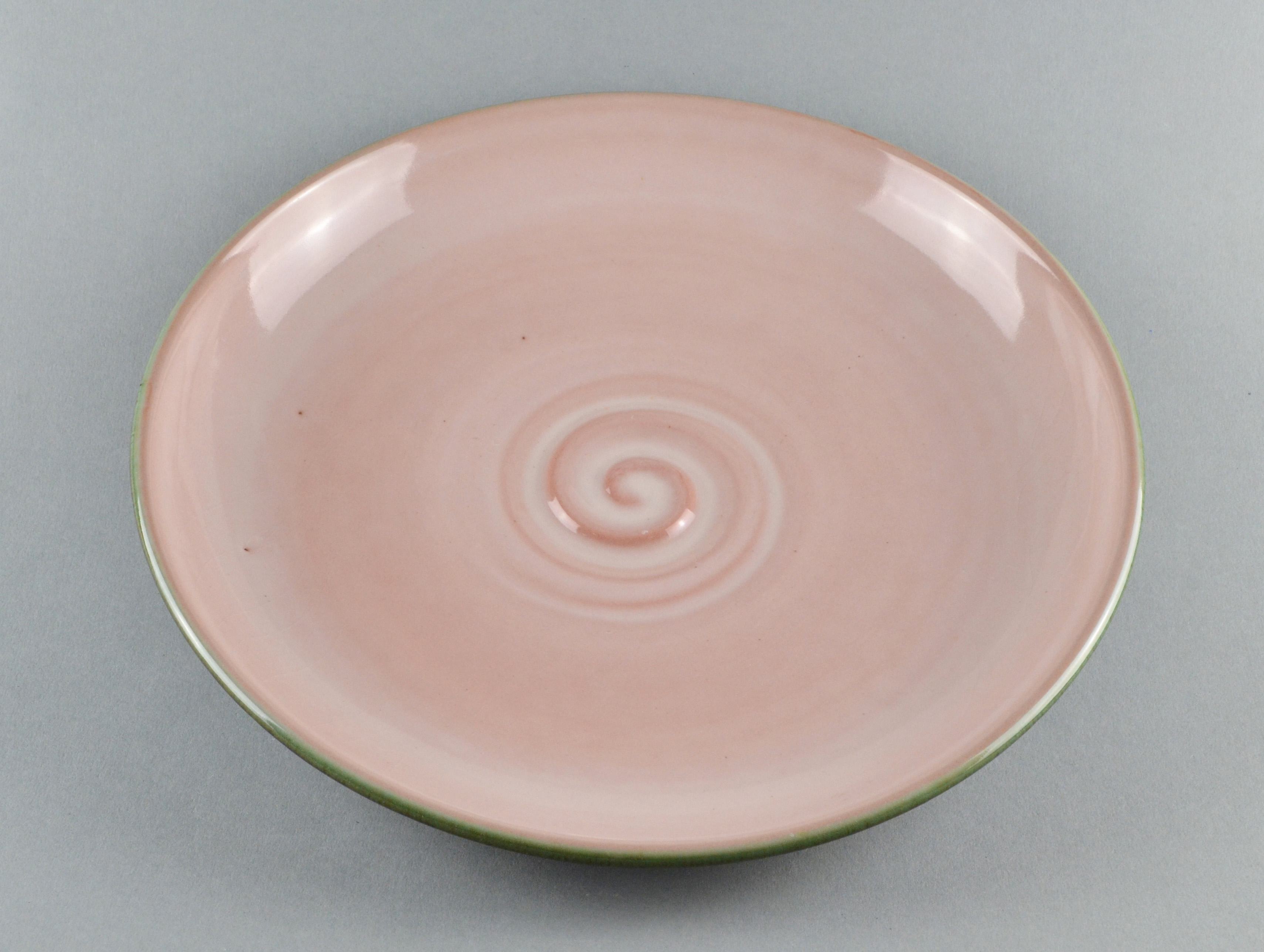
Keramik-Schale mit Spiralform, Entwurf von Martha Katzer, Hersteller Majolika-Manufaktur Karlsruhe, Sammlung Bröhan-Museum, Berlin

Als Keramikerin der sogenannten Zwischenkriegsgeneration war Martha Katzers Schaffen stilistisch sehr vielseitig. Mal waren ihre Werke verspielt und mit Frucht- oder Blumenverzierungen geschmückt, mal nüchtern gestaltet und geometrisch oder monochrom bemalt. Ein Erkennungsmerkmal ihrer Objekte ist die Spiralform im Zentrum.
Ihre ersten eigenen Arbeiten – Vasen, Blumentöpfe, kleine Deckeldosen, Tee- und Obstservices – sind für die Leipziger Frühjahrsmesse 1926 nachweisbar. Es handelte sich um Töpferware, die in Unterglasmalerei mit farbigen Streifen und Formen verziert war. Ab den späten 1920er Jahren stellte die Karlsruher Manufaktur aufgrund wirtschaftlicher Schwierigkeiten mehr auf Gieß- und Spritzverfahren um und auch Martha Katzer setzte nun mehr auf rationelle Methoden.
Katzers Stil wird aufgrund der schlichten Formen und der geometrischen Verzierungen oft in die Nähe des Bauhauses gerückt. Das lässt sich besonders gut an ihrem Serviettenhalter und anderen Objekten aus der Modellreihe 3450 nachvollziehen. Ihre frei gedrehten Formen wie die Vase 3134 aus der Serie Asien orientieren sich hingegen an ostasiatischen Vorbildern (siehe auch Gerda Conitz).

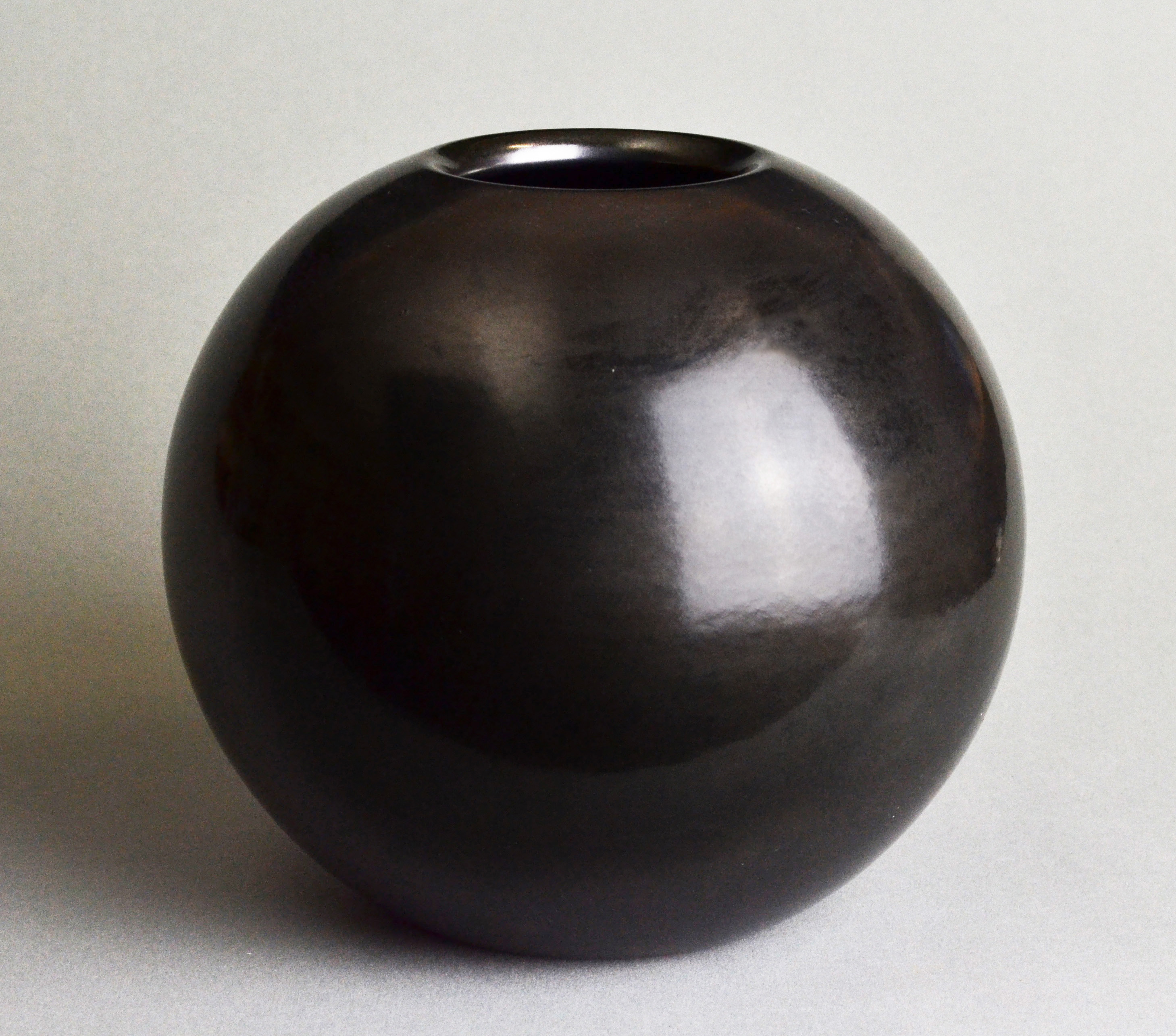
Vase Modell 3476, Fayence mit schwarzer, halbmatter Glasur, Entwurf von Martha Katzer, um 1930, Hersteller Majolika Manufaktur Karlsruhe, Sammlung Bröhan-Museum, Berlin
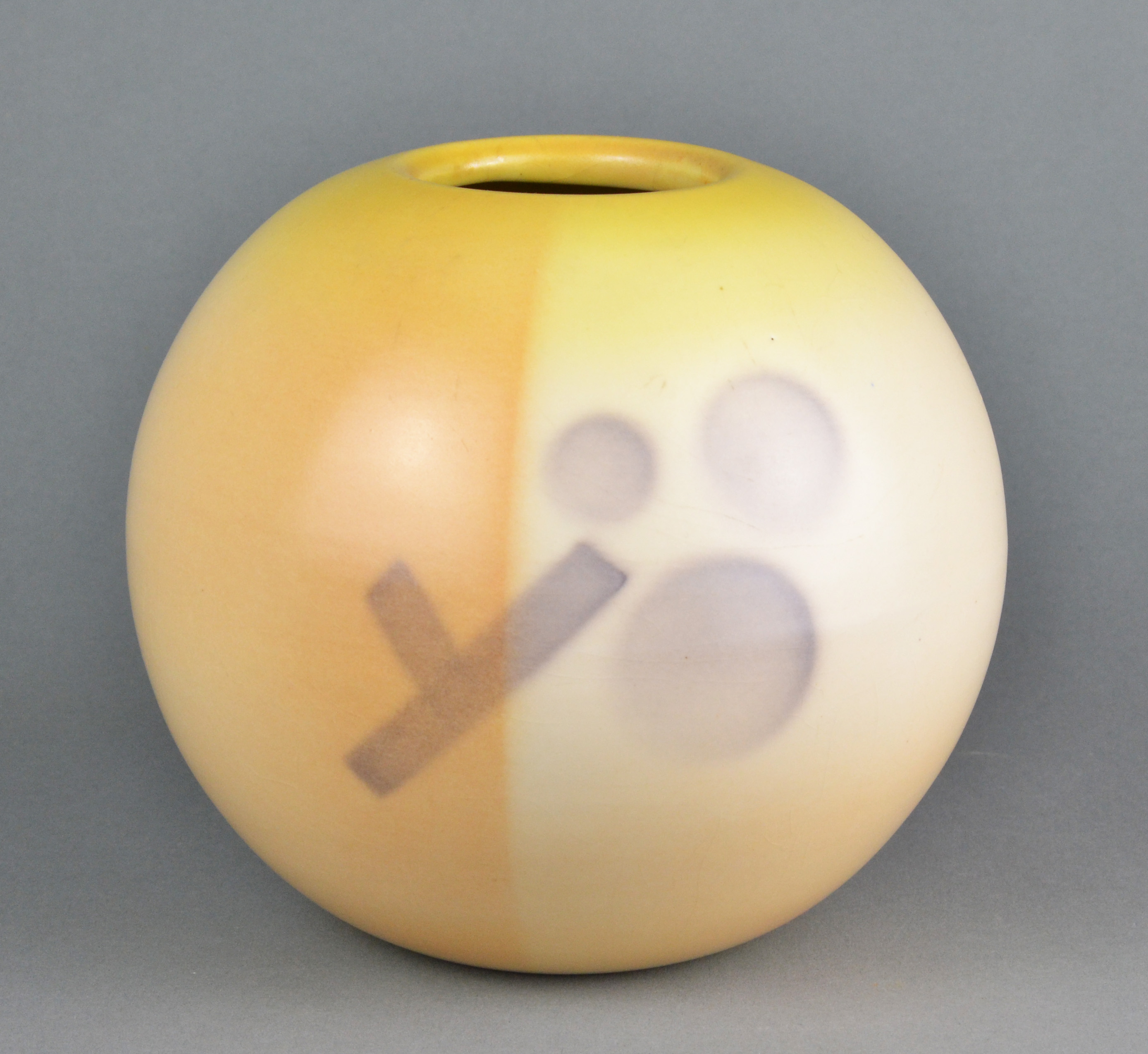
Vase Modell 3476, Fayence mit Spritzdekor, Entwurf Martha Katzer, um 1930, Hersteller Majolika Manufaktur Karlsruhe, Sammlung Bröhan-Museum, Berlin
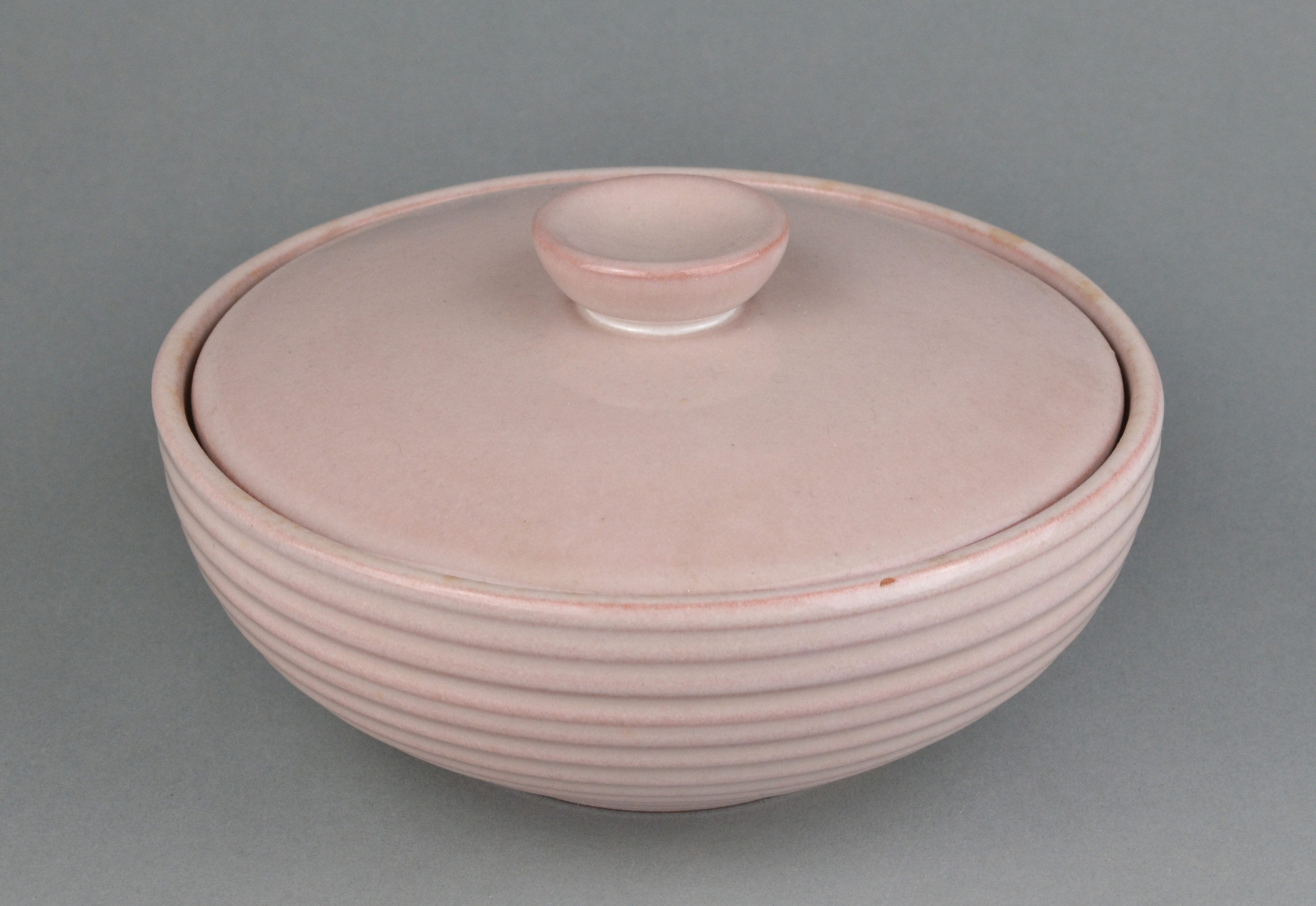
Keramik-Dose Modell 5071, Entwurf Martha Katzer, Hersteller Majolika Manufaktur Karlsruhe, Sammlung Bröhan-Museum, Berlin
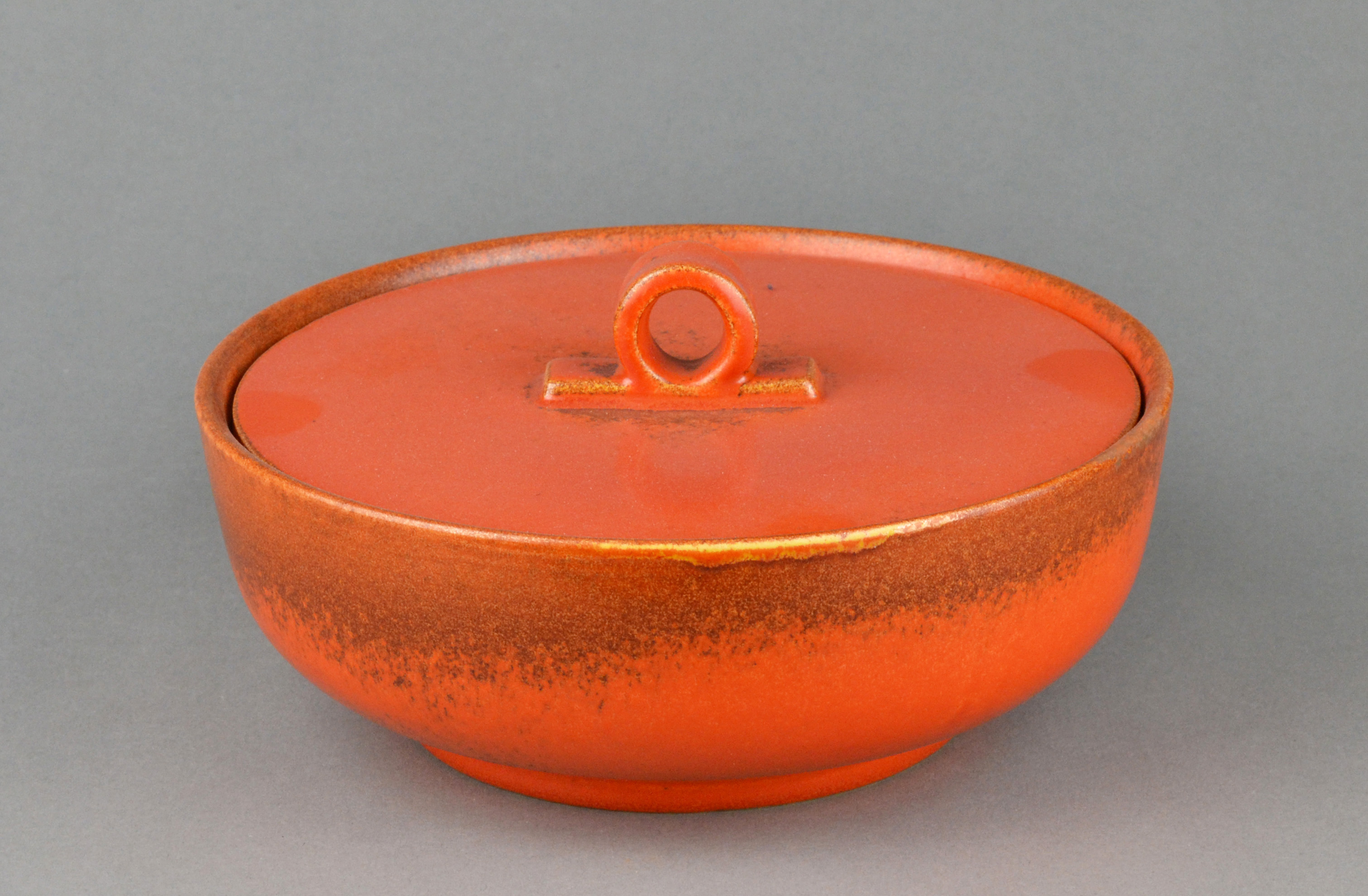
Dose, Keramik mit Uranglasur, Entwurf Martha Katzer, um 1929, Hersteller Majolika Manufaktur Karlsruhe, Sammlung Bröhan-Museum, Berlin
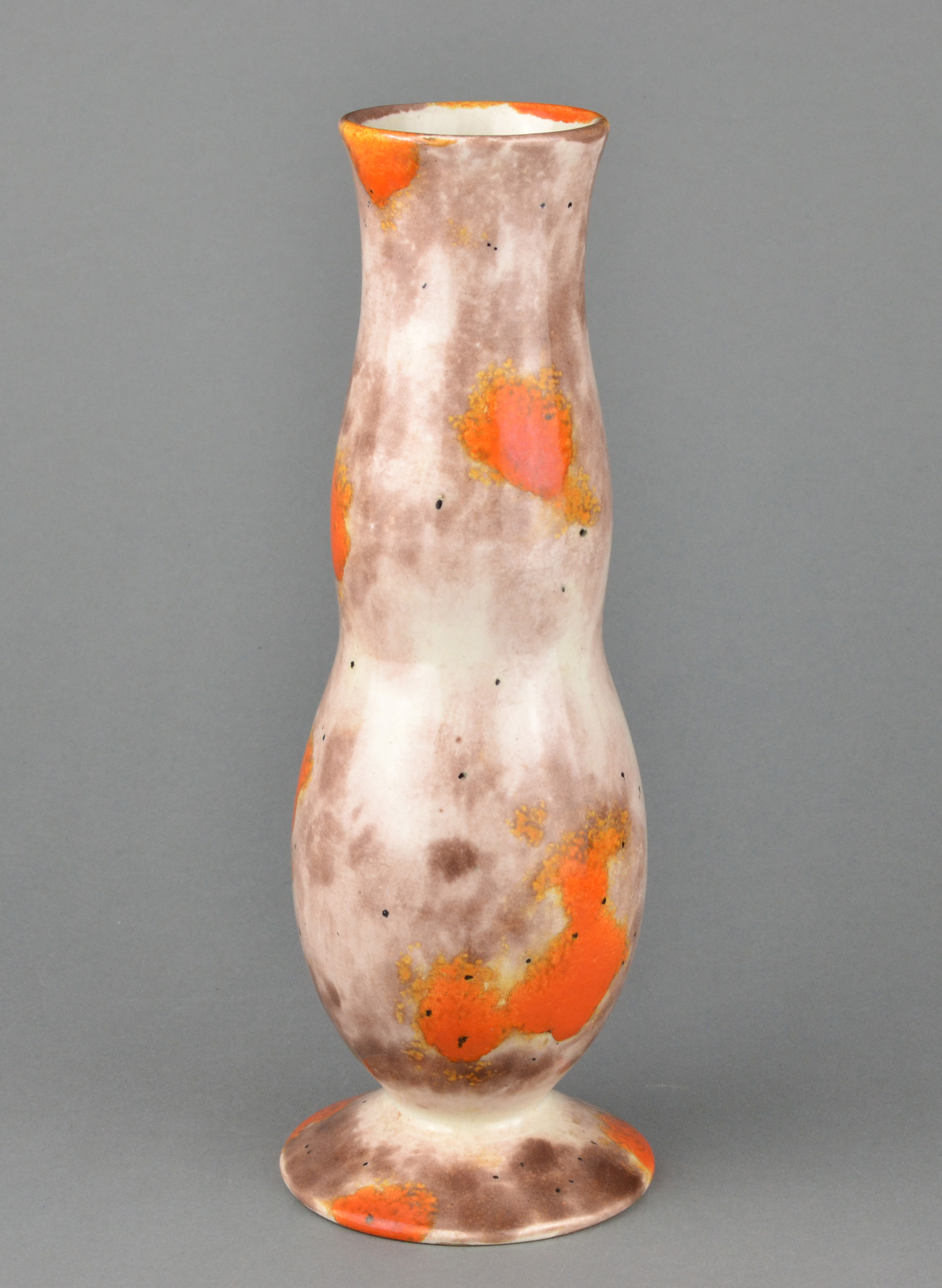
Vase der Serie „Asien“ Modell 3143, Steingut mit polychromer Glasur, Entwurf Martha Katzer, 1930, Hersteller Majolika Manufaktur Karlsruhe, Sammlung Bröhan-Museum, Berlin
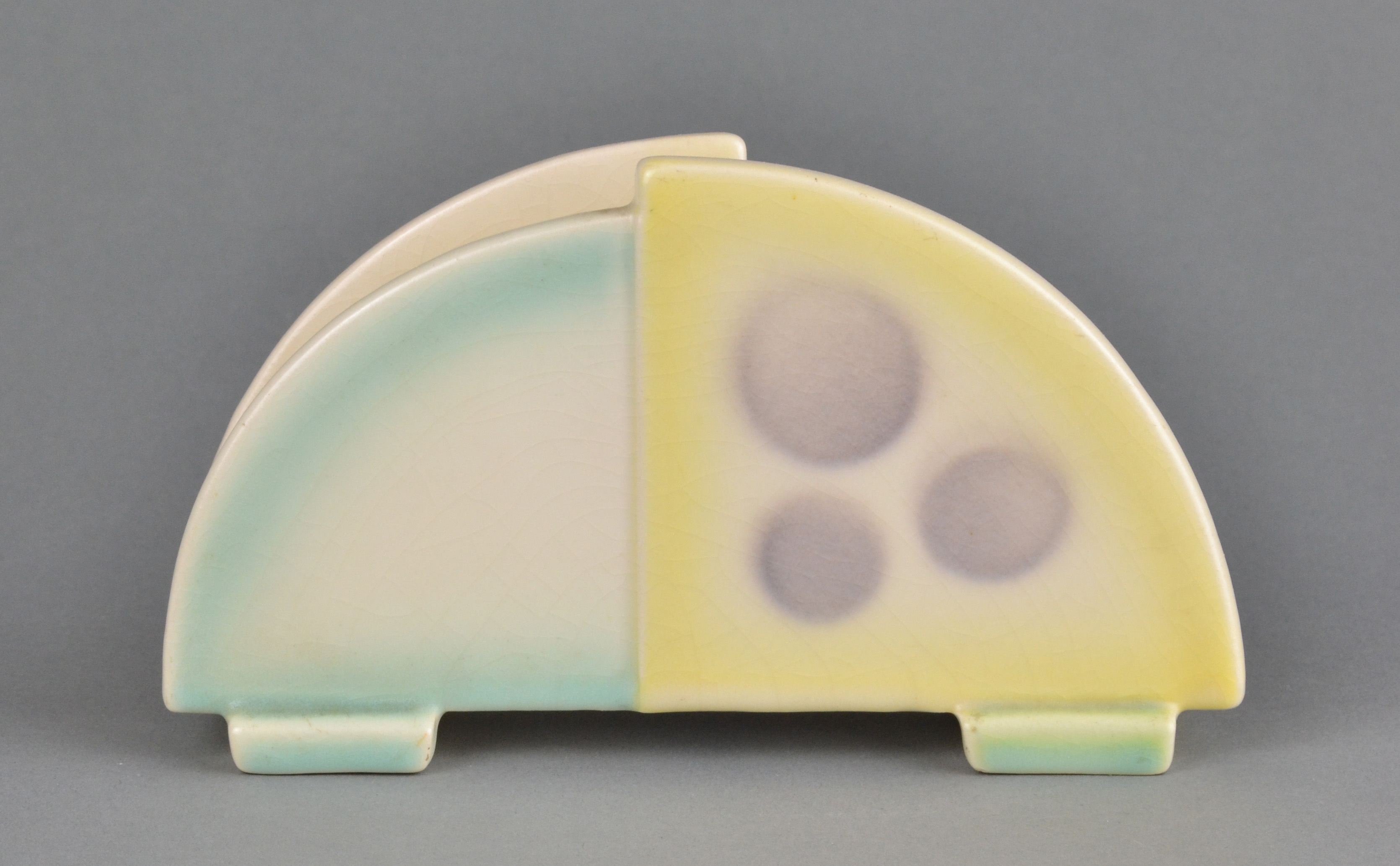
Serviettenhalter Modell 3450, Fayence mit Spritzdekor, Entwurf Martha Katzer, um 1930, Hersteller Majolika Manufaktur Karlsruhe, Sammlung Bröhan-Museum, Berlin

## Ausstellungen und Rezeption

### Ausstellung und Ehrungen zu Lebzeiten
- 1930er Jahre: zahlreiche nationale und internationale Ausstellungen und Messen, u. a. jährlich auf der Schau der Manufaktur im Karlsruher Kunstverein und auf den Herbst- und Frühjahrsmessen in Leipzig
- 1931: Jubiläumsausstellung der Großherzoglichen Majolika Manufaktur Karlsruhe
- 1937: Grand Prix auf der Weltausstellung in Paris

### Spätere Rezeption
- 1979: Ausstellung Karlsruher Majolika 1901–1978 im Badischen Landesmuseum Karlsruhe
- 2001: Ausstellung Fröhlich, sachlich, edel Martha Katzer – Keramik aus der Majolika-Manufaktur Karlsruhe 1922–1942 im Museum in der Majolika-Manufaktur
- 2022: Ansehen! Kunst und Design von Frauen 1880–1940 im Bröhan-Museum – Landesmuseum für Jugendstil, Art Deco und Funktionalismus, Berlin[8]